# Снежник

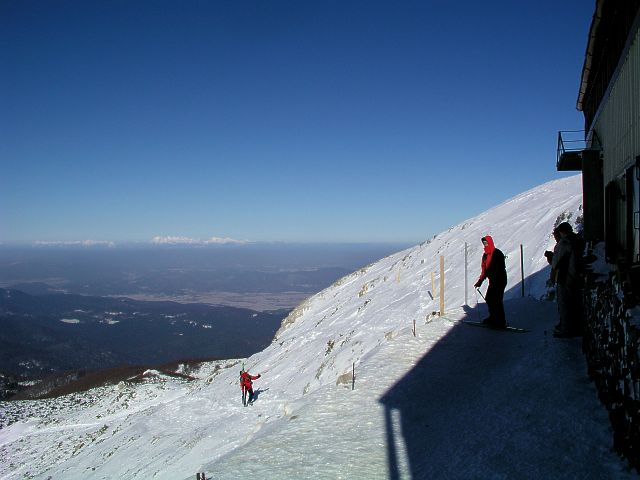
Вид з великої гори Снежник (Veliki Snežnik). Праворуч — будиночок Драго Каролина.

Плато Снежник (словен. Snežnik вимовляється [snɛˈʒniːk], хорв. Snježnik, лат. Mons Albus, італ. Monte Nevoso, нім. Krainer Schneeberg) — широке карстове вапнякове плато площею близько 85 км² (33 квадратні милі) в Динарських Альпах Словенії. Переважно воно складається з крейдового вапняку, юрського вапняку та невеликою кількістю доломіту вгорі. Поверхня була перетворена льодом в останній льодовиковий період. Він, як правило, рівний, але має численні сухі долини, раковини, близько 300 печер і валів, та басейни з холодним повітрям, температура яких досягає -32 °C (-26 °F) у найхолоднішу частину року. Поверхня переважно кам'яниста, вкрита плямистим і неглибоким ґрунтом, за винятком більших западин. Оскільки плато знаходиться лише у 28 км (17 милях) від Адріатичного моря, воно має до 3000 міліметрів (120 дюймів) опадів на рік. Узимку покривається снігом. Через карстову природу плато немає поверхневих потоків.
Рослинність Снежника вперше була вивчена в XIX столітті Генріхом Фрейєром, який згодом був куратором Музею Карніоли в Любляні. Це центральноєвропейське плато з великою південноєвропейською флорою над густими лісами. Плато вкрите буковими та ялиновими лісами, за винятком найвищих частин, покритих карликовою сосною та травою. Висота Снежника вище 1450 м (4760 футів) займає 196 га (480 гектарів) і була захищена в 1964 році як природна пам'ятка. Це середовище проживання для Edraianthus graminifolius, Arabis scopoliana, Campanula justiniana, Nigritella rubra, Gentiana clusii, Gentiana pannonica та інших квітів. До тварин, які проживають там, належать бурі ведмеді, вовки, олені, кабани та рись, а також ряд видів птахів, такі як уральська сова, кукурудзяний тріск, західний глушник, рябчик та беркут.
Плато має дві вершини, розділені проходом. Його нижня вершина, маленька гора Снежник (Малий Снежник, Mali Snežnik), має висоту 1688 м (5538 футів). Його вища вершина, Велика гора Снежник (Великий Снежник), має висоту 1796 м (5892 фути). Велика гора Снежник — найвища не альпійська вершина Словенії. Його можна побачити з багатьох інших куточків Словенії і є популярним туристичним місцем. Воно пропонує обширний вид і має топоскоп. До нього найлегше дістатися зі Свищаки, хутора поблизу Снежника.
Будинок Драго Кароліна (Koča Draga Karolina) розташований трохи нижче вершини Великої гори Снежник до кордону з Хорватією. Спочатку він був побудований як притулок під керівництвом професора та альпініста Драго Каролина, президента альпіністського клубу Снежник Ілірська Бистриця. Він був розширений з 1977 по 1994 рік і названий на честь свого першого будівельника.